# Manhattan (schip, 1962)
De SS Manhattan was een olietanker. Het schip werd in 1962 gebouwd op de scheepswerf van Fore River Shipyard in Quincy. In 1968 werd het verbouwd. Het kreeg een versterkte boeg die dienstdeed als ijsbreker. Het was het eerste commerciële schip dat een reis door de Noordwestelijke Doorvaart maakte. Het werd in 1987 gesloopt.
De SS Manhattan is qua waterverplaatsing het grootse schip dat ooit in de Verenigde Staten is gebouwd en onder de Amerikaanse vlag heeft gevaren. Het was uitgerust met krachtige motoren met een vermogen van 43.000 pk en was zeer wendbaar.
In 1968 werd het schip verbouwd. De boeg, met een lengte van 65 voet werd verwijderd en hier kwam een versterkte boeg met een lengte van 135 voet voor in de plaats. Andere delen van het schip werden ook versterkt zodat het veilig door ijs kon varen. Na de verbouwing was het schip zo’n 9000 ton zwaarder geworden.
Op 24 augustus 1968 begon de SS Manhattan vanuit Philadelphia met een tocht door de Noordwestelijke Doorvaart. Op delen van het traject werd het schip bijgestaan door ijsbrekers van de Canadese en Amerikaanse marine en kustwacht. Het schip voer van de oostkust van de Verenigde Staten, over Thule en vervolgens ten noorden van Canada door het Parrykanaal naar Prudhoe Bay in Alaska. Daar werd één vat aardolie geladen en het schip maakte de terugreis naar de Amerikaanse oostkust. Op 12 november kwam het schip aan in de haven van New York. Het was het eerste commerciële schip dat deze reis maakte.
In Alaska was olie gevonden en de oliemaatschappijen wilde de mogelijkheid testen om zo olie te vervoeren in plaats van een duurdere pijplijn aan te leggen. De Humble Oil & Refining Company, een onderdeel van het tegenwoordige ExxonMobil, sponsorde de reis. De totale kosten van de verbouwing en de reis waren zo’n $54 miljoen. Een tweede poging van de SS Manhattan om de reis te maken in april mislukte waardoor toch werd gekozen voor de aanleg van de Trans-Alaska-pijpleiding naar Valdez in het zuiden van Alaska.
Het schip bleef tot 1987 in de vaart. Het liep in dat jaar aan de grond als een gevolg van een zware tyfoon. Het werd gelicht en verkocht aan Chinese slopers.

## Naslagwerk
- (en)  Smith, William D. (1970). Northwest Passage, The Historic Voyage of the S.S. Manhattan. American Heritage. ISBN 9780070584600.